# Scapnetes rufus
Scapnetes rufus là một loài tò vò trong họ Ichneumonidae.